# Vapnenac
Vapnenac je sedimentna stijena (taložna stijena) koja sadrži najmanje 50 % minerala kalcita (kalcijev karbonat, CaCO3) te primjesa kao što su: dijaspor, cirkon, gline, limonit, hematit, hidrargilit, kremen, turmalin, sporogelit i granat (a ponegdje i granita). Nastao je taloženjem vapnenih kućica i skeleta izumrlih morskih životinja, a donekle i bilja.

## Osobine, svojstva i upotreba
Čisti vapnenac bijele je boje. Vapnenac izgrađuju vrlo sitni neprozirni kristalići nevidljivi golim okom. Od minerala željeza postaje žućkast ili crvenkast, od ugljevite tvari tamnosiv do crn. Lako podliježe kemijskom djelovanju atmosferilija, otapa se, a sporedni i netopljivi minerali zaostaju na površini tvoreći zemlju crvenicu. Otapanjem nastaju u vapnencu i karakteristični oblici krša; škrape, ponikve, špilje i drugo.
U prirodi je glavni sastojak sedimentnih stijena nastalih od aluvijalnih naslaga ljuštura mikroskopski sitnih praživotinja tijekom dugih vremenskih razdoblja. U tim se stijenama u fosilnom obliku krije velik dio povijesti živog svijeta na Zemlji. U sastavu Zemljine kore udjel je vapnenca među taložnim stijenama znatan, pa je on svojevrstan repozitorij fosilnih zapisa bitnih za razumijevanje geoloških prošlosti Zemlje, posebice u evoluciji organskog svijeta. Najstarije vapnenačke naslage bilježe se već od ranoga kambrija, a njihovo taloženje u morima traje i danas.
Veliko je gospodarsko značenje vapnenačkih stijena. Vapnenac i dolomit sadrže približno 60% utvrđenih svjetskih zaliha nafte i prirodnoga plina.
To su matične stijene različitih metalnih orudnjenja, a široko se primjenjuju u industriji (građevni materijal, proizvodnja vapna, bjelilo i dr.).

### Važnost
Vapnenac je važna industrijska sirovina s velikom primjenom u građevinarstvu. Termičkom razgradnjom na temperaturi oko 1000 °C nastaje živo vapno uz oslobađanje ugljikova(IV) oksida.
CaCO3(s) --> CaO(s) + CO2(g)
Dodatkom stehiometrijske količine vode živom vapnu, nastaje gašeno vapno.
CaO(s) + H2O(I) --> Ca(OH)2(s)
Iz gašenog vapna dobiva se žbuka, koja se u građevinarstvu rabi kao vezivo.

### Građa vapnenca
U građi vapnenca razaznaju se tri bitne sastavnice: zrna (ili alokeme), osnova (ili matriks) i vezivo.

Zrna mogu biti biogena ili anorganska.
Biogena zrna u obliku vapnenačkoga taloga jače su ili slabije razmrvljeni skeletni kalcitni ostaci izumrlih morskih organizama (mekušci, koralji, bodljikaši, crvene i modrozelene alge, praživotinje kao npr. različite foraminifere). Premda u odnosu na plitka mora znatno slabije, nije zanemarivo ni stvaranje vapnenačkoga mulja u otvorenim (oceanskim) prostranstvima, gdje tomu pridonose sićušni pučinski organizmi kao što su planktonske foraminifere, kolitoforide i pteropodi.
Anorganska zrna čestice su starijih stijena ili zaobljena zrna taložnoga mulja, osnova je u pravilu mikro(kripto)kristalični kalcit (tzv. sparit). Podrijetlo fosiliziranih selektnih dijelova vapnenca često se ogleda u njegovu nazivu, npr. foraminiferski, koraljni, krinoidni, brahiopodni, amonitni, algani vapnenac.

### Vapnenac u geološkom značaju
Na mnogim mjestima u svijetu postoje veličanstvene spilje nastale unutarnjom erozijom velikih naslaga vapnenca.

Erozija je kemijski proces i uzrok je nastajanja siga u spiljama. Ta kemijska promjena vezana je uz topljivost vapnenca u vodi. Dugotrajnim procesima otapanja vapnenac prelazi u topljiv kalcijev hidrogenkarbonat.
Kada voda zasićena kalcijevim hidrogenkarbonatom isparava, oslobađa se ugljikov(IV) oksid i ponovo nastaje netopljiv kalcijev karbonat. Tako se na tlu spilja stvaraju stalagmiti, a sa stropa se spuštaju stalaktiti. Nastajanje siga je reverzibilni proces.

### Vapnenac u kućanstvu i industriji
Tvrde vode (mineralne vode) sadrže mnogo iona lako topljivih natrijevih, kalijevih i magnezijevih soli, kao i ugljikov(IV) oksid.
Endotermna reakcija odvija i pri uparavanju ili kuhanju vode, pa tako nastaje kamenac (kamen kotlovac), npr. u parnim kotlovima, u napravama s električnim grijačima vode (bojlerima) te perilicama za rublje i posuđe.

Tzv. „kamen kotlovac“ može se otopiti dodatkom kiselina koje reagiraju s kalcijevim karbonatom uz oslobađanje ugljikova dioksida:
CaCO3 (s) + 2 H3O+(aq) --> Ca2+(aq) + CO2 (g) + 3 H2O (I)
Na taj se način uklanja i kamenac nastao tijekom uporabe u aparatima s električnim grijačima vode.

## Vapnenac u Hrvatskoj
Vapnenačke su stijene bile posebno važne u razvoju krškoga reljefa u Hrvatskoj. Mnoge naše planine (Kapele, Risnjak, Velebit, Dinara, priobalne dalmatinske planine) i otoci građeni su od vapnenca, i to mezozojske starosti. Zbog svoje šupljikavosti i velike poroznosti vapnenac može upiti veliku količinu vode, što je bitno s obzirom na vodni potencijal kojim hrvatsko krško podzemlje obiluje.
Velebit je građen uglavnom od vapnenca (lijep je primjer poznati ulaz u Nacionalni park Paklenica).